# Régi királyi palota (Prága)

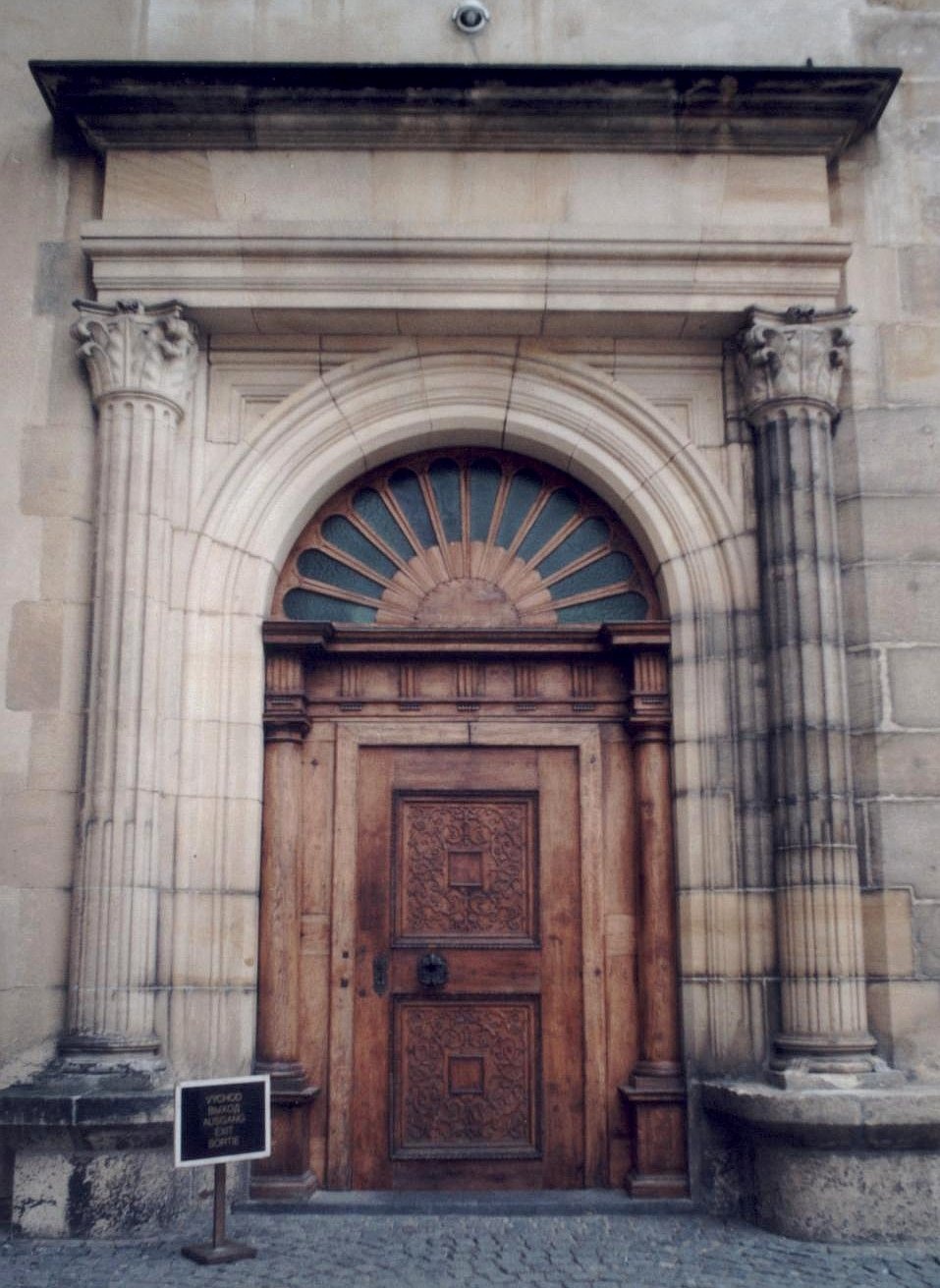
A Ried-féle kapu

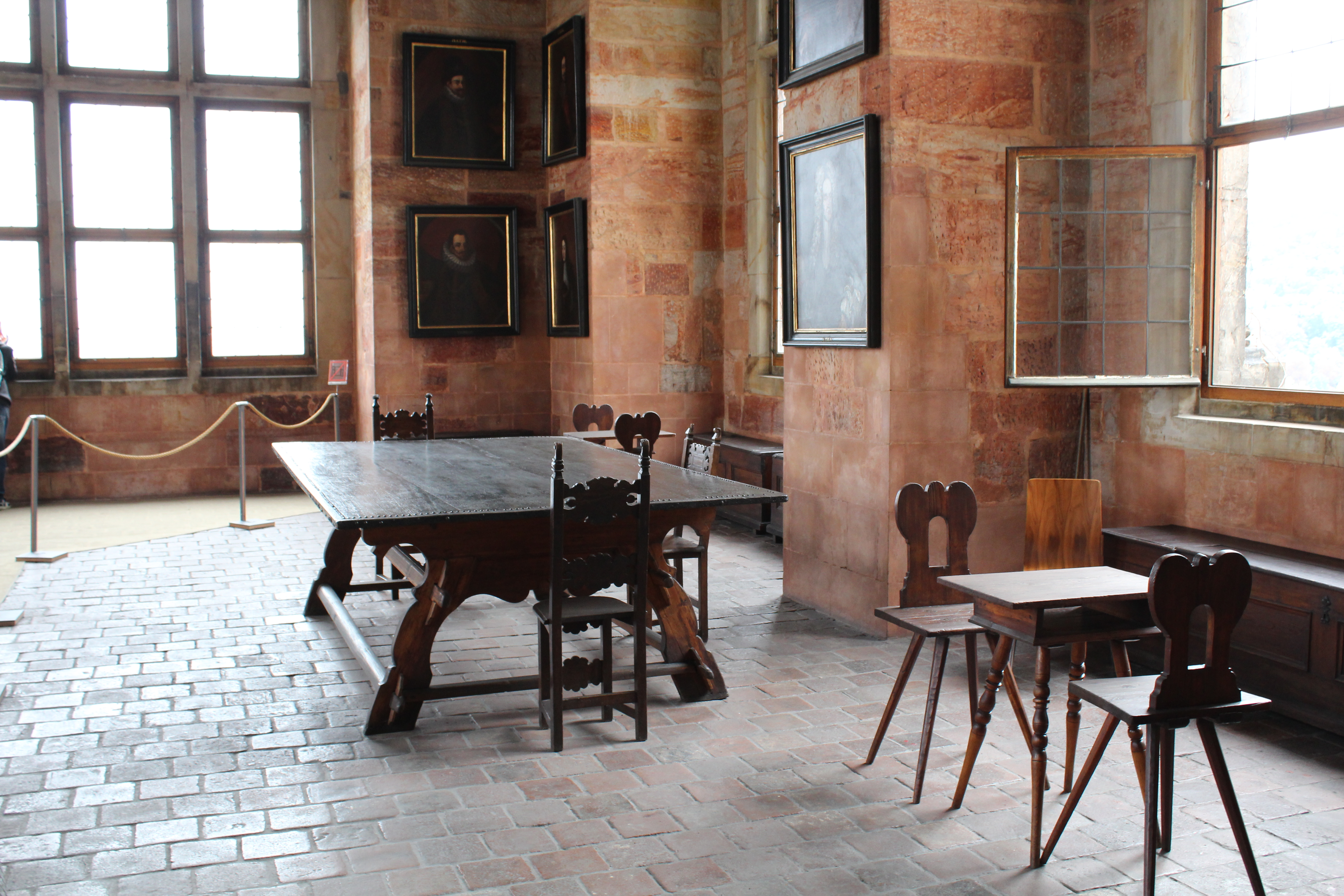
A régi gyűlésterem részlete

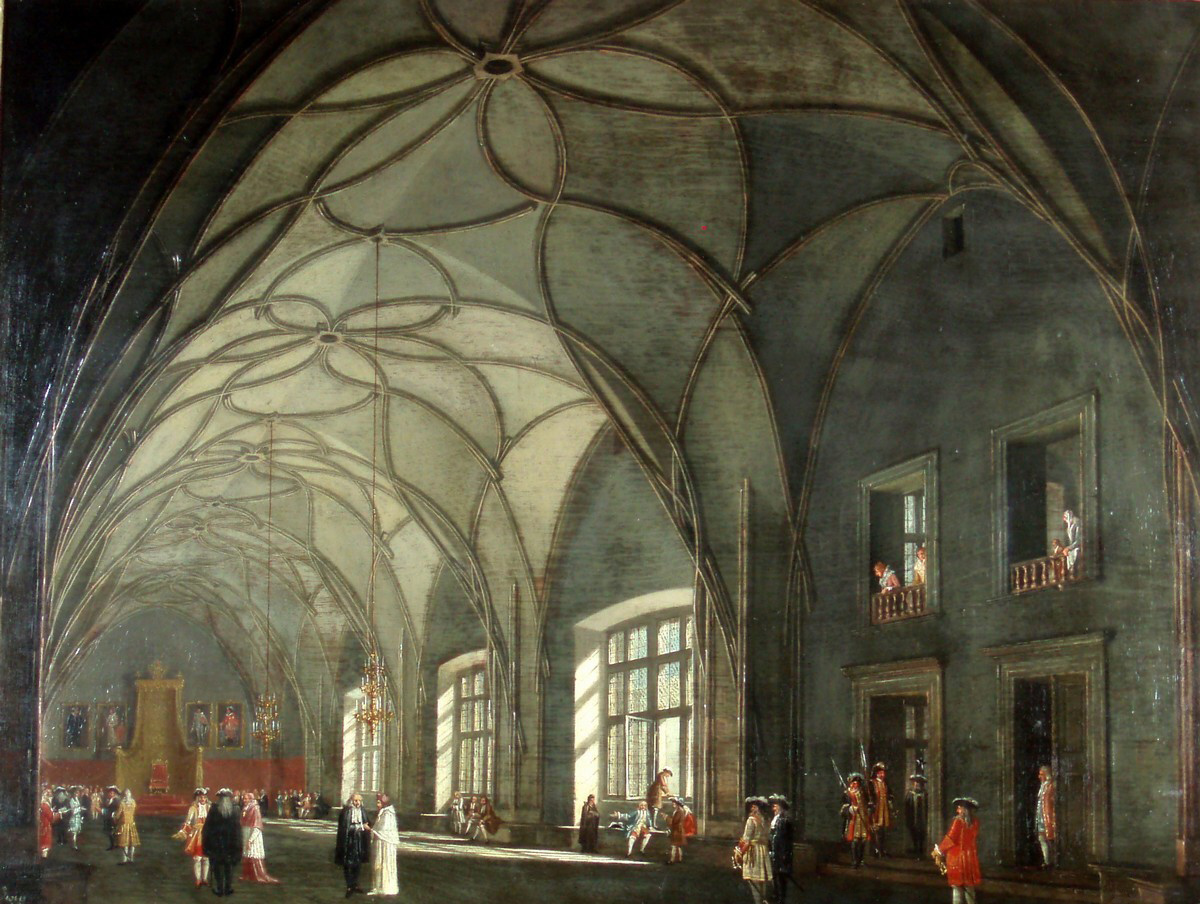
Az Ulászló terem 1810–1820 között (Ludvík Kohl festménye)

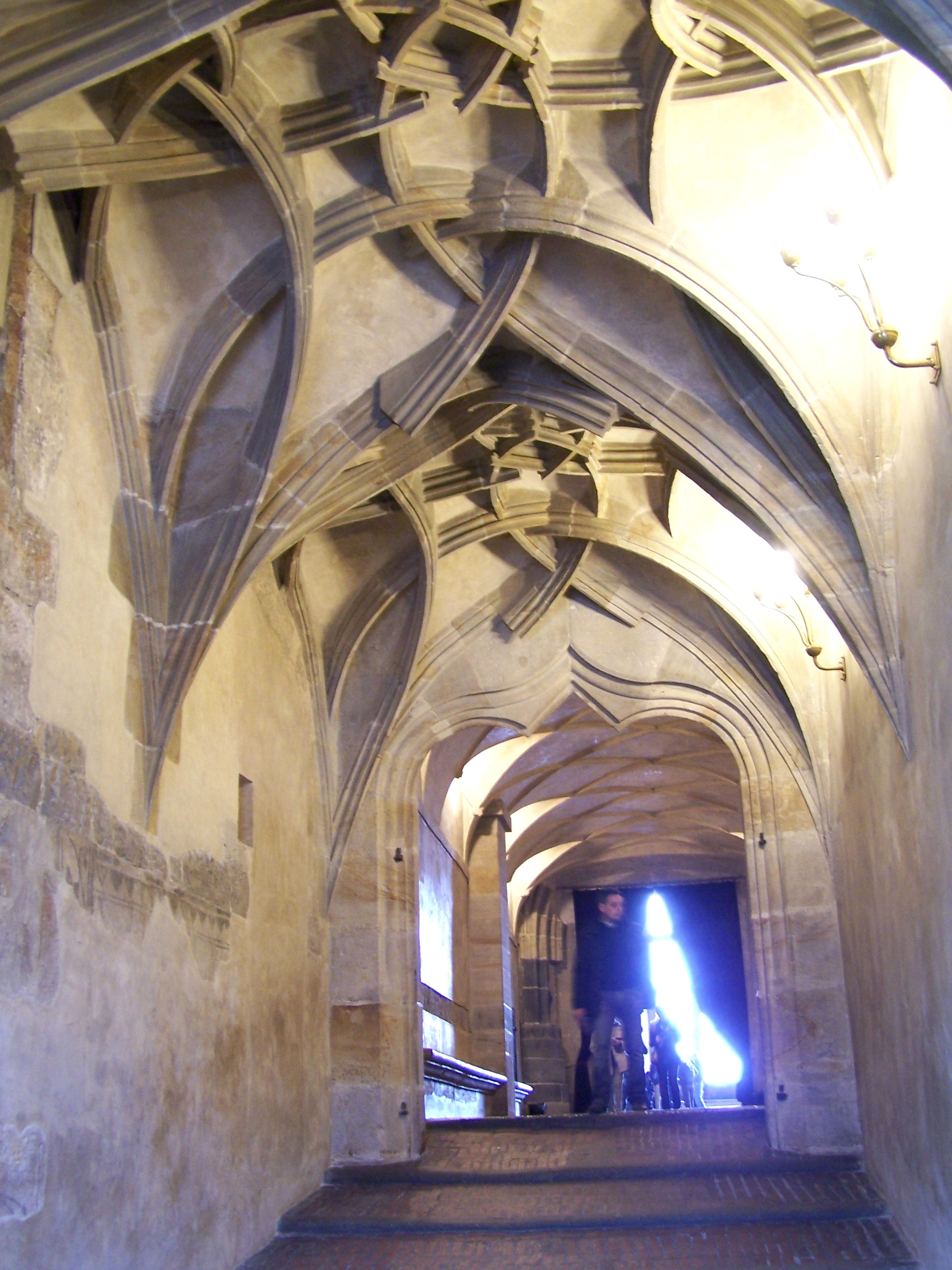
A Lovaglépcső

A cseh főváros régi királyi palotája (csehül: starý královský palác) a vár harmadik udvarának keleti oldalán áll. Ez Prága legjelentősebb és legnagyobb világi jellegű gótikus építménye. Északi bejárata előtt áll az 1664-ben készült Sas kút (Orlí kašna), aminek fő ékessége egy oszlop. Az oszlopfő Niccolò Pacassi munkája 1762-ből; tetején a gömbdíszt Jože Plečnik tervezte.

## Története
Itt állhatott már a cseh fejedelmek első palotája is — de ez csak feltételezés, mert a még jórészt fából és vályogból épült hercegi rezidencia maradványai nem kerültek elő. A környező palánkot a 11. században román kővár váltotta fel. A legrégibb, feltárt épülettöredékek I. Szobeszláv cseh fejedelem (ur. 1125–1140) 1135 után épült palotájának (földszintjének és első emeletének) maradványai. A palota keleti részéhez csatolt Mindenszentek kápolnáját (csehül: kostel Všech svatých), a mai kápolna elődjét 1185-ben szentelték fel.
I. Károly király, majd fia, IV. Vencel alaposan kibővíttette — a mai alsó szinteken több, általuk építtetett terem meg is maradt. Károly idején épült meg az északi oldal árkádsora és a főépület új szintje (az akkori emelet, ami most a földszint), Vencel alatt a két, a főépületre merőleges szárny.
A viharos 15. században a vár mintegy nyolcvan évig üresen állt, amíg a cseh királyok az Óvárosból kormányozták az országot. Az udvartartást 1483 után Jagelló Ulászló költöztette vissza a palotába, és ehhez jelentősen átalakíttatta, illetve bővíttette az épületet, aminek nagy része ekkor kapta ma is látható formáját; ekkor épült ma leghíresebb része, az Ulászló-terem.
Miután a Habsburgok kerültek Csehország trónjára, a palota elvesztette királyi székhely jellegét, bár továbbra is itt tartották a koronázási ünnepségeket és az országgyűléseket. A szobákat konferenciatermekké, irodákká és raktárakká alakították. Új lakóhelyiségeket a palotától nyugatra, a vár déli részén rendeztek be. Az 1541-es katasztrofális tűzvészben az épület nagyrészt kiégett; a régi gyűléstermet és a Mindenszentek kápolnáját újra kellett építeni. Ennek részeként a kápolnát beépítették a palota homlokzatába, majd később a palota felől új bejáratot is nyitottak.
II. Miksa trónra lépése után úgy döntött, hogy az épületegyüttest végképp hivatallá alakíttatja, és a vár nyugati szélén építtet új királyi palotát. Az utolsó nagy átalakítást rá egy évszázaddal Mária Terézia rendelte el; az ő utasítására építették 1766–1768 között a róla elnevezett Terézia-szárnyat. Ennek fölső szintjét Otto Rothmayer tervei szerint 1931-ben elbontották, mert rontotta a kilátást az Ulászló-teremből.

## Részei
A főépület három-, illetve négy szintes (a több mint 13 m magas Ulászló-terem két szintet foglal el). Fölső részén az Ulászló-teremhez csatlakozik a főépületre merőlegesen álló Lajos-szárny és a teremtől délre kialakított kilátóterasz (ahonnan jól látható a Sánckert és alatta a város). A terasztól nem messze spirális gránitlépcső köti össze a főépületet és a Lajos-szárny, valamint a Nemes Asszonyok Intézete közé épült Terézia-szárnyat. A lépcsőt Otto Rothmayer tervezte.

### Kapuk
A vár 3. udvaráról nyíló főkaput Niccolò Pacassi tervezte, és Ignaz Franz Platzer puttószobrai díszítik. A kapu egy üres előterembe vezet; ebből nyílik a Zöld szoba. A másik bejárat Benedict Ried (Rieth; Benedikt Rejt)s munkája.

### Román szint
Az ősi, Szobeszláv-féle palota feltárt maradványai a jelenlegi talajszint alatt vannak: ez a palota első, illetve második pinceszintje, összefoglaló nevén a palota román stílusú szintje. Az egykori épület négy része maradt meg viszonylag jó állapotban:
- a külső várfalon nyílt déli, úgynevezett csúcsos kapuhoz vezető folyosó,
- a várfal részletei,
- az egykori földszint dongaboltozatos nagyterme a kis ablakokkal,
- a Mindenszentek kápolnájának padlószintje.

A most Szobeszláv-teremnek nevezett hatalmas, téglával boltozott egykori nagyterem eredetileg valószínűleg raktár vagy börtön volt. A második világháború (a német megszállás) alatt itt rejtették el a cseh koronázási ékszereket, valamint nepomuki szent János és szent Vitus ereklyéit.

### Gótikus szint
A mostani palota főépületének földszintje a gótikus szint. A palota udvara felé vezető Árkádos folyosót  Károly király (IV. Károly császár) építtette, majd fia, IV. Vencel befalaztatta őket. Az eredeti kilenc árkádból hármat 1930 után helyreállítottak.

#### Zöld szoba
A szerényen berendezett zöld szoba volt I. Károly király kisebbik tanácsterme, majd 1512-től itt ülésezett az udvari és kamarai bíróság. Ma ez a palota megtekintésére induló látogatók várócsarnoka. A falakat a kamarai bíróság 18. századi tagjainak címerei díszítik. A mennyezeten látható, Salamon ítéletét ábrázoló barokk freskó az 1700-as évek elején készült; jelenlegi helyére a várgrófság hivatalából telepítették át 1963-ban.

#### Országos táblák hivatala
A Zöld szobából vasajtó vezet az „országos táblák” (csehül: Desky zemské a dvorské) hivatalának szobájába. Ennek robusztus dongaboltozatát két oszlop tartja. A „táblák” valójában azok a könyvek, lajstromok voltak, amelyekbe a fontosabb rendek, nemesek földbirtokait jegyezték be a rendi gyűlés jóváhagyásával. A hivatal eredetileg az első emeleten volt, és azután költöztették ebbe a szobába, hogy az 1541-es nagy tűzvészben a legtöbb tábla elpusztult.

#### Károly-terem
A terem neve arra utal, hogy Károly király rendelte el megépítését 1336 táján — de csak fia, IV. Vencel uralkodása alatt, 1380 táján sikerült befejezni. Abban az időben a palota első emeletén volt; ma ez a földszint. Padlózatát 1954–1955-ben rekonstruálta Pavel Janák. A terem mennyezetén átvezető, vaskos oszlopok az emeleti Ulászló-terem boltíveit tartják.

#### Vencel-terem
A Vencel-termet (Vencel oszlopcsarnokát) is IV. Károly kezdte építtetni, és ez még később készült el: a 15. században fedték be a középső pillérhez aszimmetrikusan hajló bordázatú, késő gótikus boltozattal. Eredetileg lakóhelyiség volt, aminek nagy ablakai a vár harmadik udvarára néztek. Mivel a feltöltések miatt az udvar szintje most jóval magasabban van, az ablakokon kilépve az ásatásokban találnánk magunkat. A teremből folyosón juthatunk át az egykori birodalmi kancelláriába.

#### Kancellária
Itt volt a törvénytár és az egyéb hivatalos iratok gyűjteménye. Falaira a cseh korona tartományainak és az 1600 körül ülésezett udvari bíróság tagjainak címereit festették fel.

#### Ulászló kis fogadószobája
A dekoratív késő gótikus boltozattal fedett termet valamikor 1490 alakították ki. Falait a királyság 16. századi főudvarmestereinek címerei díszítik.

#### Lovaglépcső
A Lovaglépcsőt IV. Károly uralkodása alatt építették, majd Benedict Ried alakította mai formájára. A lépcső bordázata lehetővé tette, hogy az előkelők fel is lovagolhassanak az Ulászló-terembe. A lépcsőház bonyolult rajzlatú gótikus hálóboltozata igen dekoratív.

### Reprezentatív szint
II. Ulászló háló- és lakószobái a palota akkor még harmadik, jelenleg második emeletén voltak; ebből a lakrészből hosszú gyaloghíd vezet át a dóm királyi oratóriumába.

#### Ulászló-terem
A palota fő nevezetessége a 2. emelet nagy részét elfoglaló, késő gótikus („Ulászló-gótika”) Ulászló-terem. A 68,3 m hosszú, 18,96 m széles, 13,3 m magas reprezentációs termet Jagelló Ulászló király építtette három korábbi termet egy csarnokká összevonva Benedikt Ried (Benedict Rieth) építésszel, amikor székhelyét az Óvárosból a várba helyezte át. Ez lett a középkori Prága második legnagyobb, világi célokat szolgáló csarnoka.
Ried 1486-ban kezdte tervezni az átalakítást. Magát az építkezést 1492-ben kezdték el és 1502-ben fejezték be. A terem nagy, 1335-ben épült bejáratát meghagyták. Csillagboltozatos mennyezetének bordái rendkívül dekoratívak; finomak, szinte légiesek. Az északi és a déli falon 5 méternél is magasabb üvegablakok bocsátják be a fényt; formájuk már kora reneszánsz hatásra utal. Az északi fal utolsó ablakán az 1493. évszám olvasható, emiatt ezt tekintik a reneszánsz stílus első, Itália határán kívüli megjelenésének. Éjjel öt, ugyancsak reneszánsz ízlést tükröző bronzcsillár világítja meg — közülük három eredeti, 16. századi nürnbergi munka, kettő 1946-ban készült másolat. A terem falát kitüntetett helyen két címer: a cseh és a magyar képe díszíti. A fapadló 1791-ben készült.
Méretei még azt is lehetővé tették, hogy lovagi tornákat rendezzenek benne, de volt trónterem, gyűlésterem és koronázó terem is, játszottak itt labdajátékokat, tartottak bálokat és fogadásokat. Az első olyan uralkodó, akit itt koronáztak cseh királlyá, I. Ferdinánd volt (1527-ben). A Habsburg uralkodó alatt igen forgalmas hely volt, mert ebből nyílt a kancellária és a várbíróság, valamint több gyűlésterem is. Ezt kihasználva az ablakok alatt két sorban árusok, pénzváltók és egyéb szolgáltatók állították fel asztalaikat, az ügyeik intézésére érkezettek pedig itt cserélték ki értesüléseiket. Az első Csehszlovákia megalakulása után itt választották elnökké 1934-ben Edvard Benešt. Azóta is hagyományosan itt választják meg a cseh elnököt, és más állami rendezvényeket is tartanak itt.
A terem délnyugati sarkából nyílik a palota reneszánsz- avagy Lajos-szárnyának bejárata.

### Lajos-szárny
A palota reneszánsz- avagy Lajos-szárnyát 1503 és 1520 között építették a palota Ried-féle átalakítását folytatva.

#### Cseh udvari kancellár irodája
A cseh udvari kancellár irodája két helyiségből áll: a gótikus boltozatú nagyobbik volt a tulajdonképpeni iroda és irattár, a kisebbik az ülésterem. A két termet összekötő ajtó reneszánsz keretét II. Lajos király címere díszíti. Hasonképpen reneszánsz jellegű az irattár boltozatos mennyezete.
Fő nevezetessége, hogy ebben az irodában volt 1618-ban a harmincéves háborút kirobbantó második defenesztráció; ennek emlékét tábla örökíti meg az épület falán, amit az ablakon kidobott Jaroslav Martinic várgróf és Vilém Slavata tartományi főbíró arcképe díszíti.

#### Régi gyűlésterem
A régi gyűlésterem (diéta) bejárata az Ulászló-terem északi oldalán nyílik.
Eredetileg IV. Károly palotájának része volt, majd az Ulászló-tereméhez hasonló stílusban, ugyancsak Benedict Ried tervei alapján építettek újjá. Az 1541-es nagy kisoldali tűzvész súlyosan károsította, a teteje is beomlott. A keresztboltozatot, amit díszes bordák tartanak, Wohlmuth Bonifác építette újjá az 1560-as években, és az ő munkája a legfőbb országos írnok emelvénye is. Alapvetően a tartományi gyűlések helye volt (1847-ig itt tartották a királyválasztó gyűléseket is), továbbá itt ülésezett a legfőbb törvényszék.
Csehszlovákiában itt írta alá az újonnan megválasztott köztársasági elnök az elnöki esküt. A termet 1627-ben rendezték be; eredeti bútorzatából a királyi trón alatt látható ezüst címeroroszlán maradt meg. A bútorzat fő elemeit:
- királyi trón,
- a prágai érsek karosszéke,
- a főhivatalnokok, főpapok és -rendek ülőpadjai,

a 19. század közepén, az eredetihez illeszkedő stílusban készítették. A falakon Csehország Habsburg uralkodóinak arcképei függnek:
- Mária Terézia és férje, Lotharingiai Ferenc,
- II. József,
- II. Lipót és
- II. Ferenc.

A termet díszítő 12 mellszobor egyike magát Ulászló királyt ábrázolja.

#### Birodalmi udvari tanácsterem
A hajdani birodalmi udvari tanácsterem egy tisztán reneszánsz arculatú helyiség nagy ablakokkal. Innen irányították a Habsburg Birodalmat, amikor a császár Prágában tartózkodott. 1621-ben itt olvasták fel a huszonhét, II. Ferdinánd ellen felkelt, de a fehérhegyi csatában vereséget szenvedett cseh főúr halálos ítéletét — két nappal később az Óvárosi téren végezték ki őket.
A hivatal bútorai a 16–18. században készültek. A kandalló fölött II. Miksa és II. Rudolf fából faragott halotti címere függ.

#### Helyhatóság irodái
A helyhatóság irodáit is az Ulászló-teremtől északra rendezték be; ezekben őrizték a főváros rendeleteit és egyéb iratait; az 1560-as évektől itt dolgoztak a helyhatóság tisztségviselői — a falakra és a mennyezetre az ő címereiket festették fel. A faragott fa bútorok II. Rudolf uralkodására emlékeztetnek.

### Terézia-szárny
Az 1931-es, Rothmayer-féle átalakítás részeként a szárnyban két nagy bemutató termet alakítottak ki. Ezekben időnként kiállításokat rendeznek; egyéb időszakokban az épületnek ez a része nem látogatható.

## Állandó kiállítások
A palotában két állandó kiállítást rendeztek be:
- vártörténeti kiállítás a gótikus szinten;
- a cseh koronaékszerek másolatai a régi gyűlésteremben.

A 2004. április 6-án, a palota gótikus szintjén megnyitott vártörténeti kiállítás bemutatja a vár történetének fontosabb eseményeit és jelesebb személyiségeit a történelem előtti időktől napjainkig, megismertet a fontosabb műalkotásokkal és művészeikkel.
Mivel a kiállítók kénytelenek voltak alkalmazkodni a rendelkezésükre álló tér sajátosságaihoz, a bemutatót két részre osztották:
- Az első rész időrendi sorrendben ismertet meg minket a vár életében fontosabb szerepet játszó történelmi személyiségekkel és eseményekkel, az építkezésekkel és átalakításokkal — maketteken láthatjuk a vár fejlődésének stádiumait.
- A második részben kisebb, tematikus termeket rendeztek be (Csehország védőszentjei, a templomok építése, a temetkezés története, a királyi palota története, gasztronómiatörténet, oktatástörténet, katasztrófák a vár történetében stb.).

Interaktív programmal követhetjük a vár fejlődését és egyúttal fontos információkat kapunk a környező cseh területek és a távolabbi Európa adott állapotairól.
A cseh általános iskolások számára kidolgozott, nem hagyományos „kastélyjátékon” résztvevők visszautazhatnak az időben, hogy eljátszhassák valamelyik, a vár fejlesztésében jeleskedő történelmi alak segédjének szerepét.
A kiállítás részeként megtekinthetünk egy filmmet a prágai vár átalakításairól. A kiállítás és a programok csak részben nevezhetők állandónak, mert egyes elemei gyakran cserélődnek. Ahogy újabb és újabb műtárgyakat sikerül restaurálni és konzerválni, egymás után építik be őket a bemutatott anyagba — a 2000-es évek vége felé például a történelmi nagyságokat és a reneszánsz üvegművészetet bemutató rész bővült jelentősen. Egyre újabb tematikus termek nyílnak (a koronázás története, a mammutok története, a tűz története stb.).
A kiállításhoz részletes, kétnyelvű (cseh és angol) ismertető kapható.

## Látogatása
Külön jeggyel, illetve a vár további részeibe is érvényes, „A” vagy „B” típusú kombinált jeggyel tekinthető meg a régi gyűlésterem, a kancellár irodája, a birodalmi udvar tanácsterme, a Vencel-terem és a palotaudvarra vezető, árkádos folyosó.
A csak ide érvényes jegyek ára 2016-ban:
- teljes árú: 140 CZK
- kedvezményes: 70 CZK
- családi jegy: 280 CZK

A vártúrán az alábbi részeit tekinthetjük meg:
- zöld szoba,
- országos táblák hivatala,
- Ulászló-terem,
- régi gyűlésterem
- Mindenszentek kápolnája,
- Lovaglépcső,
- Terézia-szárny,
- birodalmi udvari tanácsterem,
- Károly-terem.

## Fordítás
- Ez a szócikk részben vagy egészben  a   Pražský hrad című cseh Wikipédia-szócikk ezen változatának fordításán alapul.  Az eredeti cikk szerkesztőit annak laptörténete sorolja fel. Ez a jelzés csupán a megfogalmazás eredetét és a szerzői jogokat jelzi, nem szolgál a cikkben szereplő információk forrásmegjelöléseként.